# Новиков, Николай Михайлович (1903—1943)
Николай Михайлович Новиков (1903—1943) — сержант Рабоче-крестьянской Красной Армии, участник Великой Отечественной войны, Герой Советского Союза (1943).

## Биография
Николай Новиков родился в декабре 1903 года в селе Мокшан (ныне — посёлок в Пензенской области). После окончания начальной школы работал в колхозе. В 1941 году Новиков был призван на службу в Рабоче-крестьянскую Красную Армию. С ноября того же года — на фронтах Великой Отечественной войны.
К октябрю 1943 года сержант Николай Новиков был помощником командира взвода 705-го стрелкового полка 121-й стрелковой дивизии 60-й армии Центрального фронта. Отличился во время битвы за Днепр. 5 октября 1943 года Новиков переправился через Днепр в районе села Глебовка Вышгородского района Киевской области Украинской ССР и принял активное участие в боях за захват и удержание плацдарма на его западном берегу. В критический момент боя Новиков скрытно подобрался к вражескому пулемёту и гранатой уничтожил его расчёт, а затем в рукопашной схватке уничтожил ещё трёх солдат противника, но и сам погиб. 
Похоронен в Глебовке.

## Награды и звания
Указом Президиума Верховного Совета СССР от 17 октября 1943 года за «образцовое выполнение боевых заданий командования на фронте борьбы с немецкими захватчиками и проявленные при этом мужество и героизм» сержант Николай Новиков посмертно был удостоен высокого звания Героя Советского Союза. Также посмертно был награждён орденом Ленина.

## Память
Навечно зачислен в списки личного состава воинской части.